# Longitarsus nanus
Longitarsus nanus  (лат.) — вид листоедов (Chrysomelidae) из подсемейства козявок (Galerucinae).Распространён в Западной, Южной и южной части Центральной Европы, Турции и Азербайджан.